# 흥선대원군 기린흉배
흥선대원군 기린흉배(興宣大院君 麒麟胸背)는 흥선대원군의 상복인 아청색 단령에 달았던 흉배이다. 흉배는 관복 중 상복의 가슴과 등에 붙여 품계와 등위를 가리는 것이다. 보통 흉배는 단령 색과 같은 색, 같은 옷감에 수를 놓는다.
흉배를 상복에 달기로 정한 것은 단종 2년이다. 경국대전 예전에 의하면 대군은 기린흉배라고 기록되어 있다. 그러므로 흥선대원군의 기린흉배는 대원군을 대군의 예우에 따른 것을 보여준다. 이 기린흉배는 아청색 비단에 금사와 은사로 징금수를 놓았다. 문양은 기린을 중심으로 좌ㆍ우와 상단에는 운문, 하단에는 구름ㆍ바위ㆍ물결 등을 배치하였다. 크기는 가로 21.5cm, 세로 23cm이고 사방 가장자리는 8줄의 금사를 둘렀는데 징금수로 마무리하였으며 자수방법과 문양의 배치가 매우 정교하다. 대군의 기린흉배가 유일하게 보존되어 있다는 사실만으로도 중요한 민속자료로서 그 가치가 있다.

## 개요
이 유물은 흥선대원군 이하응(1820~1898)의 관복(官服)에 달았던 흉배(胸背)이다. 이하응은 영조의 증손이 되는 남연군(南延君) 구(球)의 네 아들 중 막내로 순조 20년(1820)에 태어나 헌종 9년(1843) 흥선군으로 봉해지고, 철종 14년(1863) 왕이 승하하자 둘째아들 명복(命福)이 즉위함으로써 대원군으로 봉해졌으며, 광무 2년(1898)에 승하하였다.
흉배는 조선시대 백관의 관복인 단령(團領)의 가슴과 등에 붙였던 사각형의 장식물이며 장식의 목적과 함께 착용자의 신분을 나타내기 위하여 품계에 따라 문양을 달리하여 만들었다. 관복과 같은 색의 사(紗)나 단(緞)에 다양한 문양을 직조하거나 수놓았는데 계급의 표시가 되는 동물 도안을 중심에 배치하고, 구름·여의주·파도·바위·불로초 등을 주위에 배열하였다. 시대에 따라 흉배의 크기·흉배의 제작법·문양의 종류와 배치방법 등의 변화가 있었다.
『경국대전』예전에 수록된 바에 의하면 대군이 기린을 수놓은 흉배를 달았다고 전하는데, 이에 비추어 흥선대원군이 달았다는 기린 흉배는 대군의 예우를 갖춘 것으로 보인다.
이 기린흉배는 기린 한 마리가 구름을 헤치고 발굽을 모아 질주하고 있는 모습으로, 약간 검은색이 도는 청색 단에 금실과 은실로 수를 놓았다. 문양은 기린을 중심으로 위 양옆에는 구름무늬를, 아래에는 구름과 물결무늬 등을 배치하였다. 자수 방법과 문양의 배치가 정교하다.

## 사진

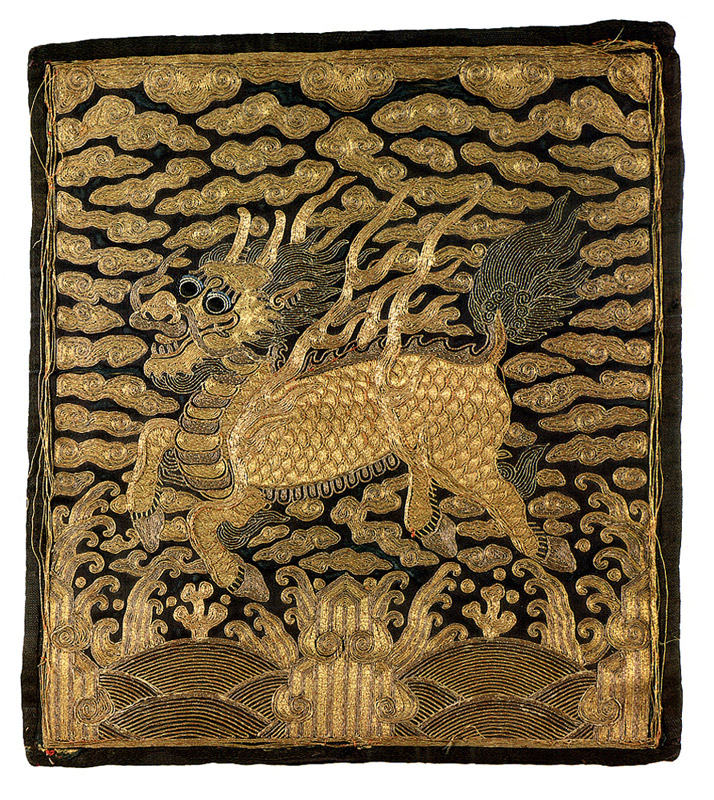
뒷 흉배